# Guerra Fria (1953–1962)

Mapa mundial de alinhamentos em 1959:
Membros da OTAN
Outros aliados dos EUA
Países colonizados
Membros do Pacto de Varsóvia
Outros aliados da URSS
Países não aliados

A Guerra Fria (1953-1962) discute o período dentro da Guerra Fria desde o fim da Guerra da Coreia em 1953 até a crise dos mísseis de Cuba em 1962. Após a morte de Josef Stalin no início de 1953, novos líderes tentaram "desestalinizar" a União Soviética, causando agitação no Bloco do Leste e nos membros do Pacto de Varsóvia. Apesar disso, houve um apaziguamento das tensões internacionais, cuja evidência pode ser vista na assinatura do Tratado do Estado Austríaco que reunificou a Áustria e nos acordos de Genebra que encerraram os combates na Indochina. No entanto, este período de bons acontecimentos foi apenas parcial, com uma corrida armamentista cara continuando durante o período e uma corrida espacial menos alarmante, mas muito cara, ocorrendo entre as duas superpotências também. A adição de países africanos ao palco da Guerra Fria, como a República Democrática do Congo juntando-se aos soviéticos, causou ainda mais inquietação no Ocidente.

## Eisenhower e Khrushchev
Quando Harry S. Truman foi sucedido no cargo por Dwight D. Eisenhower como o 34º presidente dos Estados Unidos em 1953, os democratas perderam o controle de duas décadas da presidência dos Estados Unidos. Sob Eisenhower, no entanto, a política de Guerra Fria dos Estados Unidos permaneceu essencialmente inalterada. Enquanto um repensar completo da política externa foi lançado (conhecido como "Projeto Solarium"), a maioria das ideias emergentes (como um "rollback do comunismo" e a libertação da Europa Oriental) foram rapidamente consideradas impraticáveis. Um foco subjacente na contenção do comunismo soviético permaneceu para informar a ampla abordagem da política externa dos EUA.
Embora a transição das presidências de Truman para Eisenhower tenha sido uma transição suave de caráter (de conservador para moderado), a mudança na União Soviética foi imensa. Com a morte de Josef Stalin (que liderou a União Soviética de 1928 até a Grande Guerra Patriótica) em 1953, Georgy Malenkov foi nomeado líder da União Soviética. No entanto, isso durou pouco, pois Nikita Khrushchev logo minou toda a autoridade de Malenkov como primeiro secretário do Partido Comunista da União Soviética e assumiu o controle da própria União Soviética. Malenkov se juntou a um golpe fracassado contra Khrushchev em 1957, após o qual foi enviado ao Cazaquistão.
Durante um período subsequente de liderança coletiva, Khrushchev gradualmente consolidou seu poder. Em um discurso na sessão fechada do XX Congresso do Partido Comunista da União Soviética, em 25 de fevereiro de 1956, o primeiro secretário Nikita Khrushchev chocou seus ouvintes ao denunciar o culto à personalidade de Stalin e os muitos crimes que ocorreram sob a liderança de Stalin. Embora o conteúdo do discurso fosse secreto, vazou para forasteiros, chocando assim tanto os aliados soviéticos quanto os observadores ocidentais. Khrushchev foi posteriormente nomeado primeiro-ministro da União Soviética em março de 1958.
O efeito desse discurso na política soviética foi imenso. Com ele, Khrushchev retirou a legitimidade de seus rivais stalinistas remanescentes de uma só vez, aumentando dramaticamente o poder doméstico do Primeiro Secretário do Partido. Khrushchev seguiu diminuindo as restrições, libertando alguns dissidentes e iniciando políticas econômicas que enfatizavam os bens comerciais em vez de apenas a produção de carvão e aço.